# Найджел Беннетт
Найджел Беннетт (англ. Nigel Bennett; нар. 19 листопада 1949, Вулверхемптон, Стаффордшир, Велика Британія) — відомий театральний актор, він з'явився на британській сцені за п'ятнадцять років до свого переїзду в Канаду. За цей час він устиг зіграти в декількох десятках п'єс у найвідоміших театрах країни, побував у Кентенбері, Ньюкаслі, Ноттінгемі, Плімуті, Манчестері, Ліверпулі та Шеффілді. Після переїзду до Канади Найджел з 1992 по 1996 рік зіграв одну з головних ролей у серіалі «Лицар назавжди», і 1995 року отримав за роль Люсьєна Лакруа премію «Джеміні». Серіал став якоюсь мірою його дебютом — в ньому Беннетт спробував себе як режисер. Також Беннетт знімався в рекламі та виступив співавтором двох книг відомого автора П. Н. Елрод — «Хранитель короля» і «Син свого батька». Обидві книги були присвячені вампірам. Зараз автори працюють над третьою частиною та збираються випустити невелику історію, присвячену пригодам Дракули в Лондоні. На телебаченні Найджел Беннетт відомий за ролями в серіалах «Андромеда», «Псі-фактор», «Мутанти Ікс», «Нікіта», «Лексс», «Мисливці за старожитностями», «ТСН», «П'ятниця, 13-е» та інших.

## Фільмографія
- 2008: «The Summit» (міні-телесеріал) — Ian Greene
- 2008: «Burn Up» (міні-телесеріал) — Jerry
- 2008: «The Border» (телесеріал) — Andrew Mannering — 4 епізоди
- 2004: «Після апокаліпсису» / Post Impact — полковник Престон Вотерз
- 2004: «Reversible Errors» — Talmadge
- 2002: «Команда-крик» / The Scream Team — Ворнер Макдональд
- 2002: «Interceptor Force 2» — Jack Bavaro
- 2002: «Кодер» — Finster
- 2000—2002: «Лексс» (телесеріал) — принц
- 2000: «The Crossing» — Gen. Horatio Gates — ТБ
- 2000: «The Skulls» — «Черепи» — доктор Руперт Уїтні (dr. Rupert Whitney)
- 1999: «Top of the Food Chain» — Michel O'Shea
- 1996—1999: «Псі Фактор: Хроніки паранормальних явищ» — Frank Elsinger — ТБ, 29 епізодів
- 1999: «War of 1812» (міні-телесеріал) — Winfield Scott
- 1998: «One Tough Cop» — інспектор Bassie
- 1998: «Strike!» — Harvey Sawyer
- 1997: телесеріал «Її звали Нікіта» — Egran Petrosian
- 1996: «Людина темряви 3» / Darkman III: Die Darkman Die — Ніко (1-й подручний Рукера)
- 1992—1996: телесеріал «Лицар назавжди» — Lacroix
- 1995: «Гаррісон Бержерон» — Dr. Eisenstock — ТБ
- 1994: «У тіні омани».
- 1994: «Остання зрада» — дорослий Стівен Роджерс — ТБ
- 1987: «A Child's Christmas in Wales» — батько — ТБ
- 1981—1982: «BBC2 Playhouse» — Mr. Ring — ТВ, 3 епізоди
- 1977: «Вулиця Коронації» — Colin Bailey — ТВ, 1 епізод
- 1976: «Play for Today» (The Happy Hunting Ground) — ТБ